# 7440 Závist
7440 Závist là một tiểu hành tinh vành đai chính với chu kỳ quỹ đạo là 1519.1622698 ngày (4.16 năm).
Nó được phát hiện ngày 1 tháng 3 năm 1995.